# Walter Halder
Walter Halder, född 15 september 1925 i Toronto, död 27 oktober 1994 i Toronto, var en kanadensisk ishockeyspelare.
Halder blev olympisk guldmedaljör ishockey vid vinterspelen 1948 i Sankt Moritz.